# 四国ドック
四国ドック株式会社（しこくドック）は、香川県高松市に本社及び工場を持つ造船会社。22,000tonの船台を持ち、主に高付加価値中型バルクキャリアの建造に従事している。
かつては三井E&Sホールディングスグループに属していたが、2022年1月に同社が保有する全株式を船舶貸渡業を営む日鮮海運に譲渡し、同グループから離脱した。

## 沿革
- 1927年（昭和2年）- 湊造船所（現・高松市城東町二丁目）の敷地に高松造船所を設立、創業。
- 1955年（昭和30年）- 四国ドック株式会社を設立、三井造船の技術指導により鋼船建造を開始。
- 1964年（昭和39年）- 三井造船、百十四銀行及び三井海上火災保険（現・三井住友海上火災保険）が資本参加、三井造船と業務・技術提携。
- 1966年（昭和41年）- 初の冷凍運搬船（ガーナ向41,300cf“Sege”）建造。
- 1974年（昭和49年）- 80tonクレーン設置。
- 1976年（昭和51年）- 18,000DWT型バルクキャリア1番船（“若竹丸”）建造。
- 1986年（昭和61年）- 初のケミカルタンカー（16,900 DWT “Tomiwaka”）建造。
- 1989年（平成元年）- 大型冷凍運搬船（525,000cf“Ivory Bay”）建造。
- 1992年（平成4年）- 新船殻工場建設、鉄構工場開設。
- 1998年（平成10年）- 最新鋭大型冷凍運搬船（560,000cf“Caribbean Star”）建造。
- 1999年（平成11年）- 24,000DWT型バルクキャリア1番船（“Cosmos Verde”）建造。
- 2001年（平成13年）- 最新鋭大型冷凍運搬船（485,000cf“Solent Star”）建造、新造用1号船台を19,500GTに拡張、29,000DWT型バルクキャリア1番船（“Northern Light”）建造。
- 2002年（平成14年）‐ 150 tonクレーン設置。
- 2004年（平成16年）- 35,000DWT型バルクキャリア1番船（“New Ambition”）建造。
- 2005年（平成17年）- 新造用1号船台を22,000GTに拡張。
- 2006年（平成18年）- 新世代大型冷凍運搬船（615,000cf“Star First”）建造。
- 2007年（平成19年）- 60隻目の冷凍運搬船（615,000cf“Star Straos”）建造、新船殻工場（F棟）開設。
- 2008年（平成20年）- 工場再配置工事完工、先行総組場・ドルフィン床版開設、年間6隻建造体制確立。
- 2022年（令和4年）- 三井E&Sホールディングスが保有全株式を日鮮海運に譲渡、同グループから離脱。
- 2022年（令和4年）- 四国フェリーから1360総トン型フェリー1隻を受注。2024年秋に高松～小豆島航路に就航予定。新たな建造メニューとしてフェリーへの再参入を決めた。